# Víctor de la Guardia y Ayala
José Víctor de la Guardia y Ayala (Penonomé, 11 de marzo de 1772 - Bagaces, diciembre de 1824) fue un político y dramaturgo neoclásico del Istmo de Panamá. 
Fue hijo de Tomás Esteban de la Guardia y Ayala y María Isabel Jaén y Abelda. Se graduó como licenciado en Leyes. Contrajo nupcias con Petra Josefa Robles y Jiménez, hija de Sebastián de Robles y Ruiz de Torres, quien fue muchas veces alcalde ordinario de Natá, y Petra Josefa Jiménez y Yangües.
Durante la dominación española fue alcalde mayor de Natá y de Los Santos. Posteriormente fue oidor de la Real Audiencia de Guatemala.
En 1822 fue jefe político subalterno del partido de Granada, Nicaragua, y debido a los disturbios surgidos después de la separación de España, hubo de abandonar el cargo. En 1823 se retiró con su familia a Costa Rica, donde se guardaba un afectuoso recuerdo de su pariente el gobernador Juan de Dios de Ayala y Toledo, originario de Veragua. Entre los costarricense Víctor de la Guardia y Ayala gozó de mucho prestigio y fue elegido diputado al Congreso Constituyente que se reunió en septiembre de 1824, del cual fue vicepresidente. Sin embargo, su desempeño como constituyente fue muy breve, ya que murió en diciembre de ese mismo año en su hacienda de Bagaces. 
Su hijo Rudesindo de la Guardia y Robles (1809-1862) tuvo una actuación política importante en Costa Rica. Su nieto Tomás Guardia Gutiérrez fue Presidente de Costa Rica de 1870 a 1876 y de 1877 a 1882, y su nieta Cristina Guardia Gutiérrez fue esposa de Próspero Fernández Oreamuno, presidente de Costa Rica de 1882 a 1885.
Fue autor de la tragedia La Política del Mundo, primera obra teatral de alguien originario de Panamá y única que se conserva de las realizadas en la época de la dominación española; estrenada en su ciudad natal en 1809. Consta de tres actos en verso y en ella se critica la invasión de Napoleón a España y se elogia al rey Fernando VII de España. Fue publicada por primera vez en Costa Rica a principios del siglo XX por su bisnieto Ricardo Fernández Guardia.
- Datos: Q6165794